# Corpus delicti
Corpus delicti (łac. przedmiot przestępstwa) – dowód rzeczowy świadczący o przestępstwie, ślad lub przedmiot stanowiący podstawę do przedstawienia wniosków dotyczących popełnionego czynu i sprawcy.